# 白鶴林 (清朝)
白鹤林（？年—？年），字子琴，廣西臨桂縣人，順天府大興縣籍。清朝官员。
監生，同治十二年（1873年）捐納籌餉分發四川試用知縣。光緒二年署南江縣知縣。光緒四年（1878年）四月補；五年（1879年）任四川鄰水縣知縣。光緒七年正月辛巳（1880年），以性情疏忽，遇事敷衍，著以府經歷縣丞降補。光緒八年（1882年），投効廣西關外軍營剿辦越南邊匪陸之平出力。經前撫臣倪文蔚奏保開復原官。部議仍令補繳加倍半捐復銀兩。因無力完繳捐復銀兩。光緒十二年（1886年），復投効廣西邊防軍營協同武員督剿游匪。懋著勞績。光緒十九年（1893年），開復原官。光緒二十一年（1895年）九月補廣西天保縣知縣。曾署廣西馬平縣知縣。